# Cidade de Tóquio
Cidade de Tóquio (東京市, Tōkyō-shi) foi um município japonês que existiu entre 1 de maio de 1889 e sua fusão com a Prefeitura de Tóquio, em 1 de julho de 1943.

## História
Em 1868 a cidade medieval de Edo, sede do governo Tokugawa, foi rebatizada de Tóquio, e os escritórios da Prefeitura de Tóquio foram abertos.
A prefeitura de Tóquio, localizou-se no distrito de Yurakucho, em um local hoje ocupado pelo Fórum Internacional de Tóquio.
A Guerra do Pacífico teve um grande impacto em Tóquio. O duplo sistema administrativo de Tokyo-fu (Prefeitura) e Tóquio-shi (cidade) que existia foi abolido para a guerra, e Prefeitura e cidade fundiram-se para formar a metrópole de Tóquio, em 1943.